# إيفيلين ليلاند
إيفيلين ليلاند (بالإنجليزية: Evelyn Leland)‏ هي عالمة فلك أمريكية، ولدت في 1870، وتوفيت في 1930.